# Szímői Jedlik Ányos Társaság
1985-ben a Csemadok mellett alakul meg Szímőn a Jedlik Ányos Honismereti Kör. Tevékenységéhez néhány tudományos előadás fűződik. 1990-ben megalakul a Jedlik Ányos Emlékbizottság. Ez tekinthető az 1999. szeptember 28-án megalakult Szímői Jedlik Ányos Társaság jogelődjének.

## Alapító tagok
- Bób János elnök
Kantár Éva alelnök
Bób Mária elnökségi tag
Kantár Csaba elnökségi tag
Bartalos Krisztina elnökségi tag
Hlavatý Zsuzsanna elnökségi tag

### További alapító tagok
- Forró László
Csémy Éva
Csontos Gizella
Ďurica Tibor
Morvai István
Pénzes István
Priskin Magdolna

## A Társaság célja, tevékenysége
- Jedlik Ányos István bencés szerzetes, akadémikus, tudományegyetemi professzor, gyakorlati és pedagógiai hagyatékának és eredményeinek gondozása, meg- és elismertetése a hazai, valamint a nemzetközi tudományos- és közéletben.
- A szímői Lipcsey György szobrászművész által alkotott mellszobor gondozása, koszorúzása.
- 1998. augusztusban Szímő – Jedlik Ányos-emlékszoba címmel honismereti kis kézikönyv jelenik meg Priskin Magdolna feldolgozásában, amelyet szlovák nyelvre is lefordítanak.
- 1999. A ’Csillagvári jegenyék című kötetben megjelenik Priskin Magdolna verse Jedlik Ányosról, Szobor a templomkertben címmel.
- 2000. január 11-én a Szímői Jedlik Ányos Társaság és a Községi Hivatal Jedlik Ányos születésének 200. évfordulóján megemlékező ünnepséget szervez, melynek keretében sor kerül a Szlovák Posta által e napon megjelenő Jedlik-bélyeg ünnepélyes forgalomba hozatalára és egyszeri ünnepi bélyegzővel való ellátására.
- 2000. Márciusban a SZJÁT és a helyi önkormányzat Jedlik Ányos-díjat alapított szlovákiai magyar tudósok munkásságának jutalmazására. A díj odaítélésének elbírálására öttagú kuratórium alakul, melynek tagjai a Szlovákiai Magyar Tudományos Társaság, a Professzorok Klubja, a Mercurius Társaság, a Fórum Intézet és a Szímői Önkormányzat egy-egy képviselője. A díjat évente egy alkalommal adják át. A szímői eseményekről folyamatosan tudósít a budapesti Jedlik Ányos Társaság honlapja.
- 2010. Új helyére, a Jedlik-házba (a Jedlikről elnevezett szímői Művelődési Központba) költözött az állandó Jedlik-kiállítás.